# Septum primum

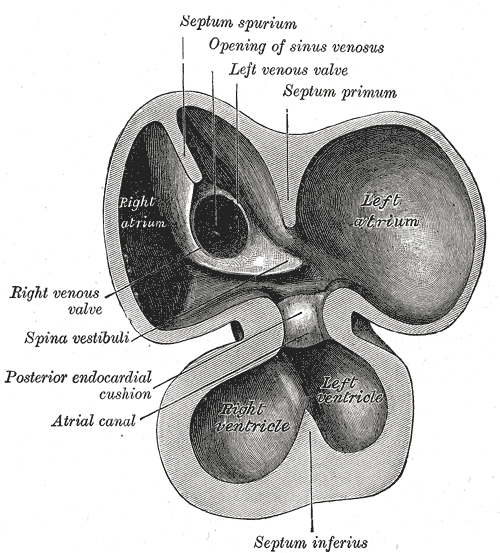
Das sich entwickelnde menschliche Herz an Tag 30. Das Septum primum (oben Mitte) wächst nach unten und trennt den primitiven Vorhof in einen linken und rechten Vorhof.

Das Septum primum (lat. erste Scheidewand) teilt während der Herzentwicklung eines menschlichen Embryos den primitiven, ungeteilten Vorhof, in einen rechten und einen linken Vorhof auf. Das Septum primum wächst von oben nach unten (kaudal) in den embryonalen Vorhof hinein.

## Entwicklung
Die Lücke unter dem wachsenden Septum primum wird als Ostium primum (lat. erste Öffnung) bezeichnet und wird immer kleiner. Schließlich verschmilzt das Septum primum mit dem Endokardpolster und verschließt das Ostium primum vollständig. In der Zwischenzeit entstehen Perforationen im oberen Teil des Septum primum, die das Ostium secundum (lat. zweite Öffnung) bilden. Der Blutfluss zwischen den Vorhöfen wird durch das Foramen ovale fortgesetzt. Das Septum primum wird schließlich einen Teil der Fossa ovalis bilden.
Rechts vom Septum primum entwickelt sich eine weitere Scheidewand, das Septum secundum, das ebenfalls eine Öffnung aufweist, das Ostium secundum (lat. erste Öffnung). Die beiden dicht beieinander liegenden Septen trennen die Vorhöfe voneinander, wobei das Ostium primum nicht gegenüber dem Ostium secondum liegt. Zwischen diesen beiden Septen befindet sich ein kleiner Raum, durch den das Blut vom rechten in den linken Vorhof durch die beiden Ostia fließt, wodurch die nicht benötigte Lunge des Fötus überbrückt wird. Bei der Geburt des Babys werden durch den ersten Babyschrei die Lungen aktiviert, sie werden durchblutet und so steigt der Druck im linken Vorhof. Das Septum secondum verklebt mit dem Septum primum, das Blut aus dem rechten Vorhof fließt nur noch in die rechte Herzkammer: der klassische Blutkreislauf ist in Gang gesetzt.

## Klinische Bedeutung
Wenn das Septum primum nicht mit dem Endokardkissen verschmilzt, kann dies zu einem Atriumseptumdefekt vom Ostium-primum-Typ führen, die zweithäufigste Form des Vorhofseptumdefekts. Dieser Defekt wird häufig bei Trisomie 21 beobachtet. In der Regel führt dieser Defekt zu einem Kurzschluss vom linken zum rechten Vorhof. Kinder, die mit diesem Defekt geboren werden, können asymptomatisch sein, doch im Laufe der Zeit führen pulmonale Hypertonie und die daraus resultierende Hypertrophie der rechten Herzseite zu einer Umkehrung dieses Shunts. Diese Umkehrung wird als Eisenmenger-Syndrom bezeichnet.